# Polypedilum mongollemeus
Polypedilum mongollemeus är en tvåvingeart som beskrevs av Sasa och Suzuki 1997. Polypedilum mongollemeus ingår i släktet Polypedilum och familjen fjädermyggor. Inga underarter finns listade i Catalogue of Life.